# Višňová u Frýdlantu
Višňová, bis 1948 Weigsdorf, auch Böhmisch Weigsdorf ist eine Gemeinde in Tschechien. Sie gehört zum nordböhmischen Okres Liberec und liegt an der polnischen Grenze im Isergebirgsvorland.

## Geographie
Višňová erstreckt sich am Unterlauf des Baches Višňovský potok (Weigsdorfer Bach) und bildete einst das Niederdorf des langgestreckten Waldhufendorfes Weigsdorf. Nördlich erheben sich die Pohanské kameny (Hain bzw. Michelsberg, 297 m) mit dem markanten Felsgebilde des Heidensteins, im Nordosten der Hradec (Abtsberg, 313 m) und östlich der Kamenáč (304 m). Am östlichen Ortsrand verläuft die Bahnstrecke Liberec–Zawidów durch das Tal der Smědá (Wittig).
Nachbarorte sind Filipovka und Michalovice im Norden, Předlánce im Nordosten, Nové Pertoltice im Osten, Poustka im Südosten, Minkovice im Süden, Wyszków im Westen sowie Wolanów und Saň im Nordwesten. Das südwestliche Nachbardorf Wigancice Żytawskie wurde 1999 aufgelassen.

## Geschichte

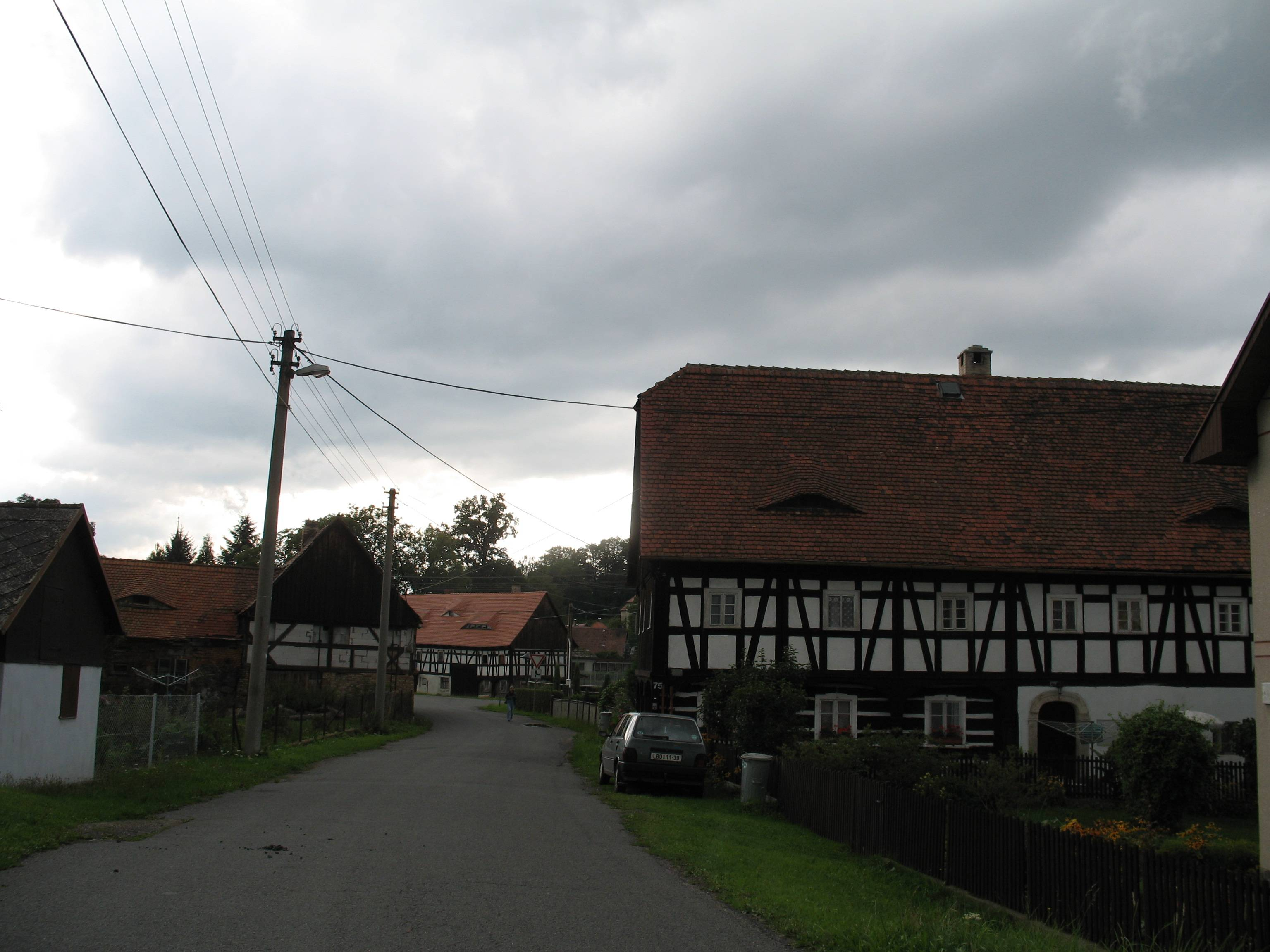
Umgebindehäuser in Višňová

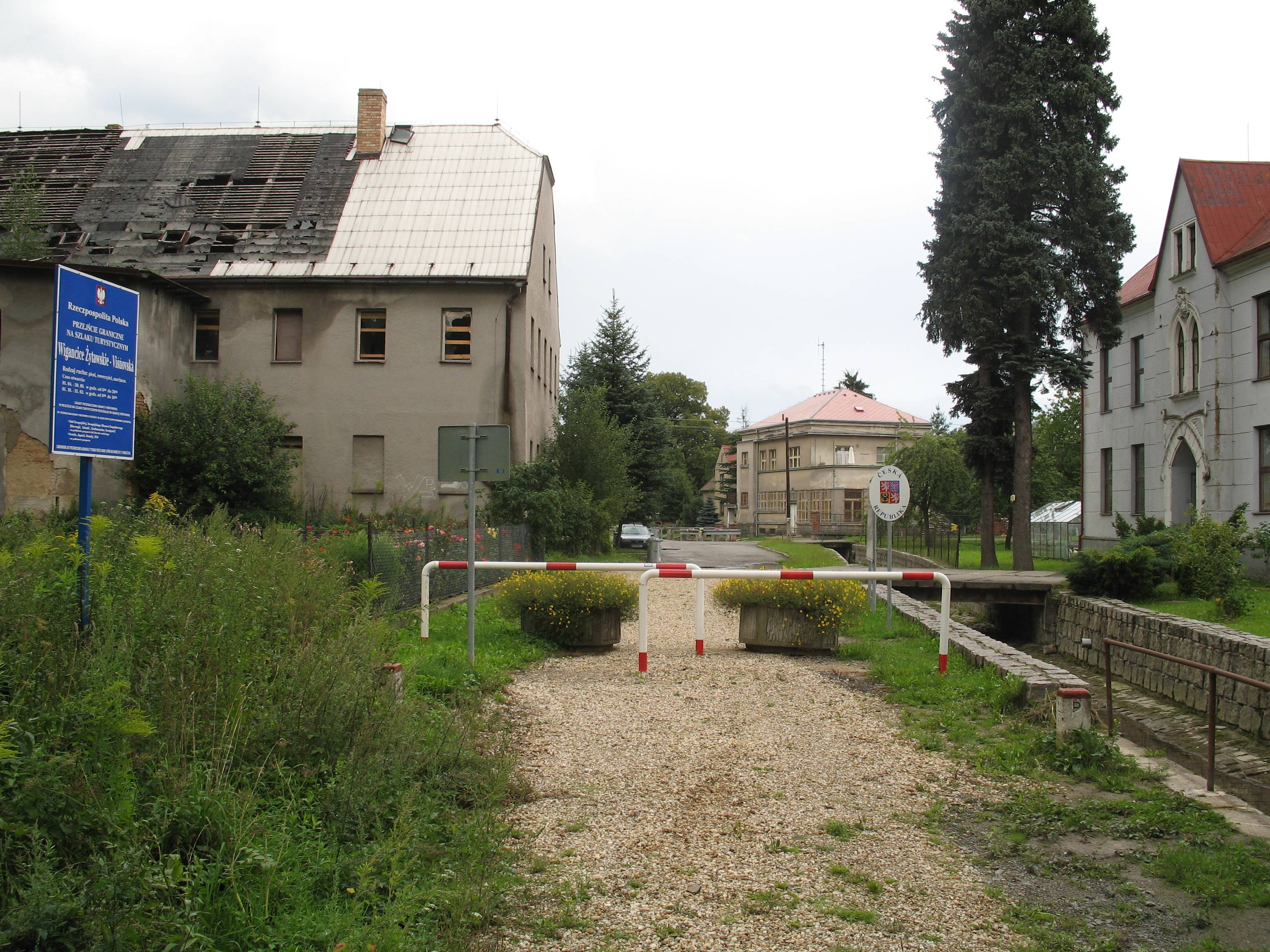
Fußgänger-Grenzübergang Višňová-Wigancice Żytawskie

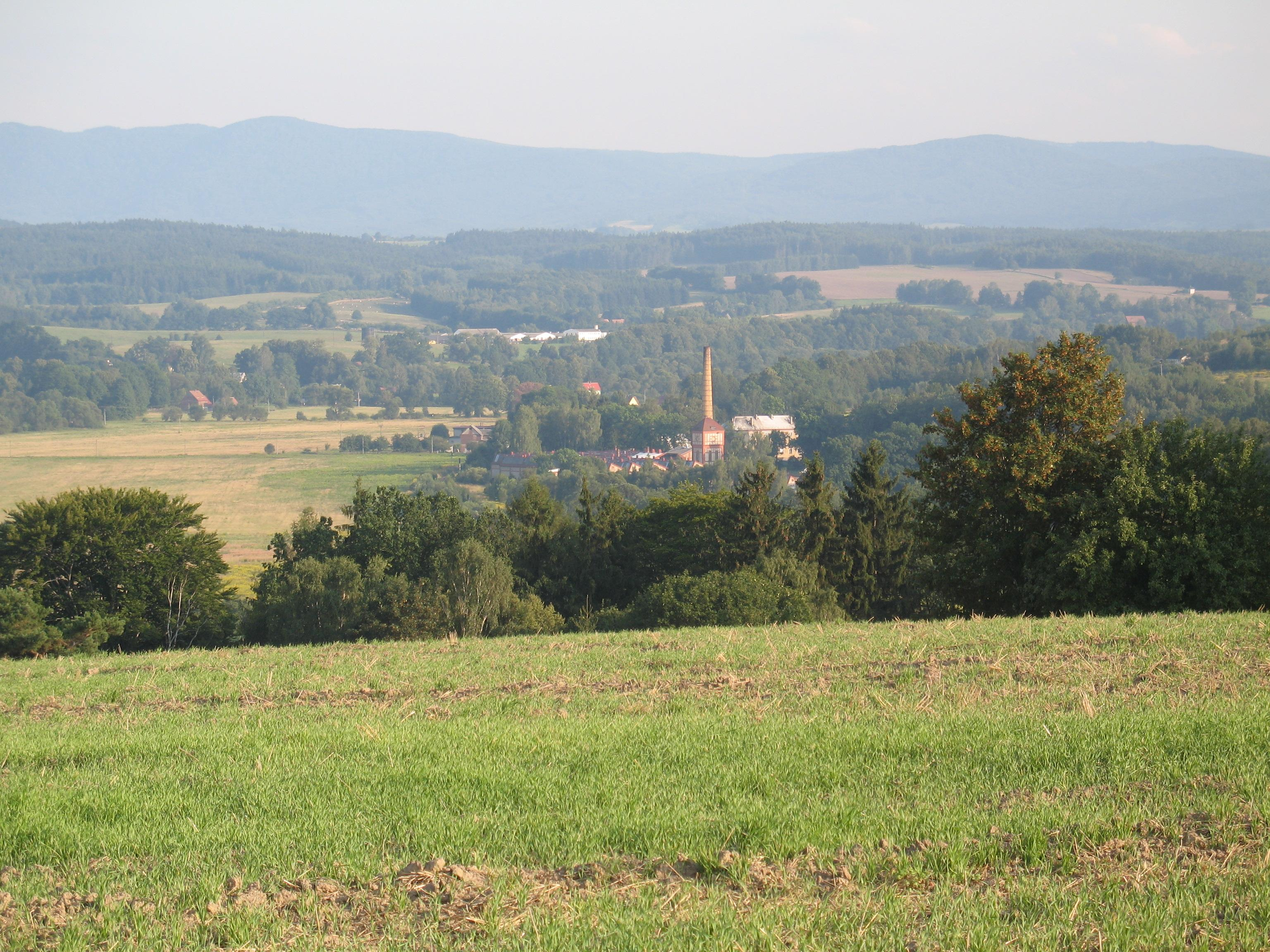
Blick auf Višňová

Der Ort am Weigsdorfer Bach, einem Zufluss der Wittig, wurde schriftlich erstmals im Jahr 1334 durch Petrus de Wicgnandisdorf erwähnt und bestand aus einem Ober- und Niederdorf. Urkundlich wird die erste Kirche 1346 bestätigt.
Das Oberdorf war Teil der Standesherrschaft Friedland-Seidenberg und ab 1454 im Besitz der Herren von Bieberstein. Bei der Teilung der Herrschaft kam Oberweigsdorf 1630 an die neu gebildete und Christian von Nostitz gehörige Standesherrschaft Seidenberg-Reibersdorf.
Niederweigsdorf war anfänglich Besitz der örtlichen Adelsfamilie von Weigsdorf, die 1620 ausstarb. Seit dem Beginn des 17. Jahrhunderts setzte eine Zersplitterung des Ortes ein und nach dem Dreißigjährigen Krieg kam es zur Gründung mehrerer Exulantensiedlungen, zu denen Minkwitz gehörte.
Im Jahre 1546 setzten Melchior von Schwanitz auf Niederweigsdorf und Friedrich von Bieberstein auf Seidenberg als Kollatoren in Weigsdorf den ersten Protestanten als Pfarrer ein. Als mit dem Prager Frieden von 1635 Böhmen die Oberlausitz an Sachsen übergab, entstanden in Weigsdorf unüberschaubare Grenzverhältnisse, die sich nach den Besitzverhältnissen der Grundstücke richteten. Die damit verbundene Teilung der Parochie Weigsdorf in einen böhmischen und sächsischen Anteil führte auch zu einem Religionsstreit um die Pfarrstelle. Da die Weigsdorfer Kirche eine sächsische Exklave im böhmischen Gebiet bildete, blieb sie evangelisch, während im umliegenden böhmischen Gebiet die Gegenreformation mit harter Hand durchgesetzt wurde. Die Friedlander Herrschaft versuchte den Besuch der evangelischen Gottesdienste in der Grenzkirche durch ihre Untertanen zu unterbinden. Die 44 Katholiken aus Weigsdorf wurden vom Engelsdorfer Pfarrer betreut. Die 1734 angeschaffte neue Kirchenglocke wurde zunächst an der Grenze im Niederweigsdorfer Sandkretscham deponiert, weil man Bedenken wegen ihres sicheren Transportes über böhmisches Gebiet zur Kirche trug. Als 1681 die Grafen von Gallas das Obervorwerk Niederweigsdorf erwarben, erhielt es den Namen „Böhmisch Weigsdorf“. Schon nach dem Dreißigjährigen Krieg wurde Leinen angebaut. Es entwickelten sich Webereien und Ende des 18. Jahrhunderts die Baumwollindustrie. Nachdem die Grafen Clam-Gallas zum Ende des 18. Jahrhunderts die Repressionen gegen ihre protestantischen Untertanen einstellten, entspannte sich der Weigsdorfer Religionsstreit.
Im Jahre 1832 bestand der böhmische Anteil von Weigsdorf bzw. Waigsdorf aus 66 Häusern mit 335 deutschsprachigen Einwohnern. Dazu gehörten ein herrschaftlicher Meierhof, eine Ölschlägerei und die Windmühle auf dem Hain. Die zu Sachsen gehörende evangelische Kirche war Pfarrkirche für die sächsischen Dörfer Weigsdorf, Minkwitz, Dörfel, Brüderhäuser, Friedreich, Maxdorf und Neugersdorf sowie die Protestanten aus Wustung, Priedlanz, Lautsche und dem böhmischen Anteil von Weigsdorf. Die Katholiken waren zur Dechanteikirche Friedland eingepfarrt.
Durch den Haupt-Gränz- und Territorial-Recess zwischen dem Königreich Sachsen und Kaisertum Österreich vom 5. März 1848 erfolgten in und um Weigsdorf umfangreiche Grenzregulierungen zur Bereinigung der unüberschaubaren Grenzverhältnisse. Infolgedessen trat die sächsische Standesherrschaft Reibersdorf ihren Anteil an Niederweigsdorf sowie die Exklave Dörfel und Minkwitz am 12. März 1849 an Böhmen ab und erhielt von der Allodialherrschaft Friedland die zwischen Mittelweigsdorf und der Kirche gelegenen Fluren von Niederweigsdorf. Die Kirche kam damit zu Böhmisch Weigsdorf, war aber durch ihre unmittelbare Lage an der neuen Grenze ungehindert von beiden Seiten zugänglich. Die Herrschaft Friedland verzichtete auf ihre Kirchpatronatsrechte, wodurch die Standesherrschaft Reibersdorf zum alleinigen Inhaber des Kirchpatronats wurde.
Nach der Aufhebung der Patrimonialherrschaften bildete Weigsdorf ab 1850 mit den Ortsteilen Michelsberg, Minkwitz und Dörfel eine Gemeinde im Bunzlauer Kreis und Gerichtsbezirk Friedland. Ab 1868 gehörte der Ort zum Bezirk Friedland. In der Mitte des 19. Jahrhunderts begann der Abbau von Braunkohle, der jedoch wegen Unergiebigkeit wieder eingestellt wurde. 1872 entstand die Bezirksstraße nach Friedland. Mit der Einweihung der Strecke Reichenberg–Seidenberg(–Görlitz) erhielt Weigsdorf 1875 einen Bahnhof an der Süd-Norddeutschen Verbindungsbahn. 1880 löste sich Dörfel von Weigsdorf los und bildete eine eigene Gemeinde. Zum Ende des 19. Jahrhunderts entstand die Kokosweberei Robert Neumann. 1910 nahm mit der Weigsdorfer Textilwerke AG, volkstümlich Jute-Werke genannt, die zweite Fabrik in Weigsdorf den Betrieb auf. Im Jahre 1927 hatte die Gemeinde Weigsdorf 912 Einwohner, 1930 waren es 971. Nach dem Münchner Abkommen erfolgte 1938 die Angliederung an das Deutsche Reich; bis 1945 gehörte Weigsdorf zum Landkreis Friedland. Die Besitzer der Weigsdorfer Textilwerke AG, die Familie des Reichenberger Fabrikanten Otto Goltz, wurde 1938 als Juden enteignet und fiel dem Holocaust zum Opfer. 1939 lebten in der Gemeinde 901 Personen. In den Kriegsjahren 1941 bis 1945 arbeiteten in den Weigsdorfer Textilfabriken über 1000 Beschäftigte. Nach dem Ende des Zweiten Weltkrieges kam Weigsdorf zur Tschechoslowakei zurück, in den Jahren 1946 und 1947 wurden die meisten deutschböhmischen Bewohner vertrieben. Die Kokosweberei Robert Neumann wurde 1946 stillgelegt. Durch die seit 1945 bestehende Oder-Neiße-Grenze war das sächsische Weigsdorf zu Polen gelangt. Von polnischer Seite bestand weder ein Interesse an einer Mitnutzung der Grenzkirche, noch die Bereitschaft, den Zutritt von tschechischer Seite zu dulden. Dadurch konnte die Kirche lange Zeit bis zu einer Grenzregulierung, bei der Kirche und Friedhof zur Gänze dem Staatsgebiet der Tschechoslowakei zugeschlagen wurden, nicht genutzt werden und verfiel.
Im Jahre 1948 erhielt der Ort den neuen Namen Višňová. 1960 erfolgte die Auflösung des Okres Frýdlant, seitdem gehört Višňová zum Okres Liberec. Im selben Jahre wurden Předlánce, Víska und Poustka eingemeindet. Am 1. Juli 1980 erfolgte die Eingemeindung von Andělka (mit Loučná, Filipovka und Saň) und Černousy (mit Boleslav und Ves). Černousy, Boleslav und Ves lösten sich am 1. September 1990 wieder von Višňová los und bildeten die Gemeinde Černousy. Im Jahre 1995 wurde ein Grenzübergang für Wanderer ins polnische Wigancice Żytawskie eröffnet, vier Jahre später begann die Aussiedlung und Devastierung des polnischen Nachbarortes.
Der Kernort Višňová hatte 1991 540 Einwohner. Im Jahre 2001 bestand das Dorf Višňová aus 113 Wohnhäusern, in denen 541 Menschen lebten.

## Einwohnerentwicklung

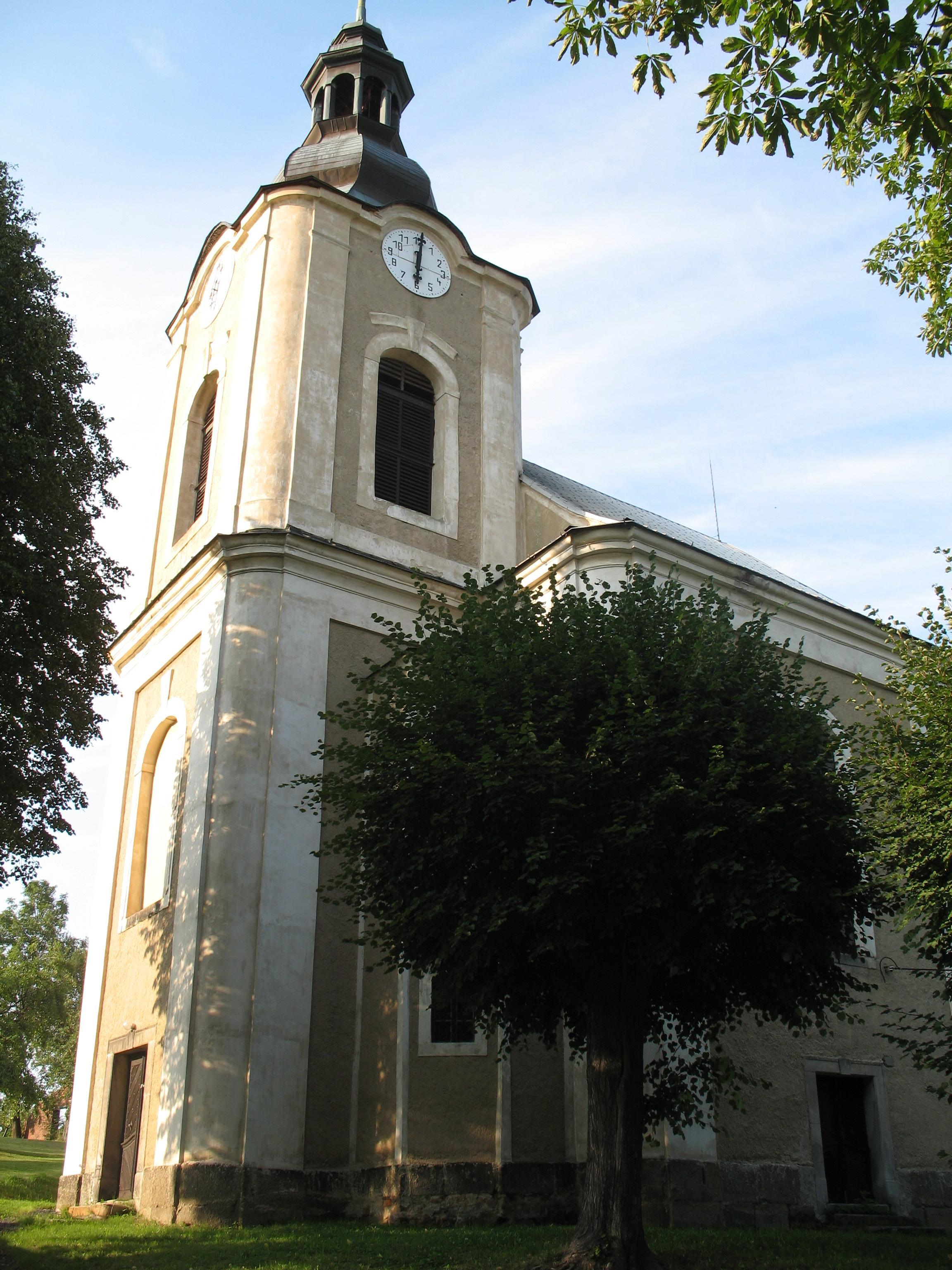
Kirche St. Anna in Andělka

| Jahr                  | 1832 | 1927 | 1930 | 1939 | 1999  | 2001  | 2003  | 2005  |
| --------------------- | ---- | ---- | ---- | ---- | ----- | ----- | ----- | ----- |
| Einwohner (Gemeinde)  |      | 912  | 971  | 901  | 1 362 | 1 342 | 1 319 | 1 310 |
| Einwohner (Ortschaft) | 335  |      |      |      | 540   | 541   |       |       |

## Gemeindegliederung
Die Gemeinde besteht aus neun Ortsteilen:
- Andělka (Engelsdorf)
- Filipovka (Philippsthal)
- Loučná (Lautsche)
- Minkovice (Minkwitz)
- Poustka (Wustung)
- Předlánce (Priedlanz)
- Saň (Zahne)
- Víska (Dörfel)
- Višňová (Weigsdorf) mit Michalovice (Michelsberg).

Das Gemeindegebiet gliedert sich in die Katastralbezirke Andělka, Poustka u Frýdlantu, Předlánce, Víska u Frýdlantu und Višňová u Frýdlantu.

## Sehenswürdigkeiten

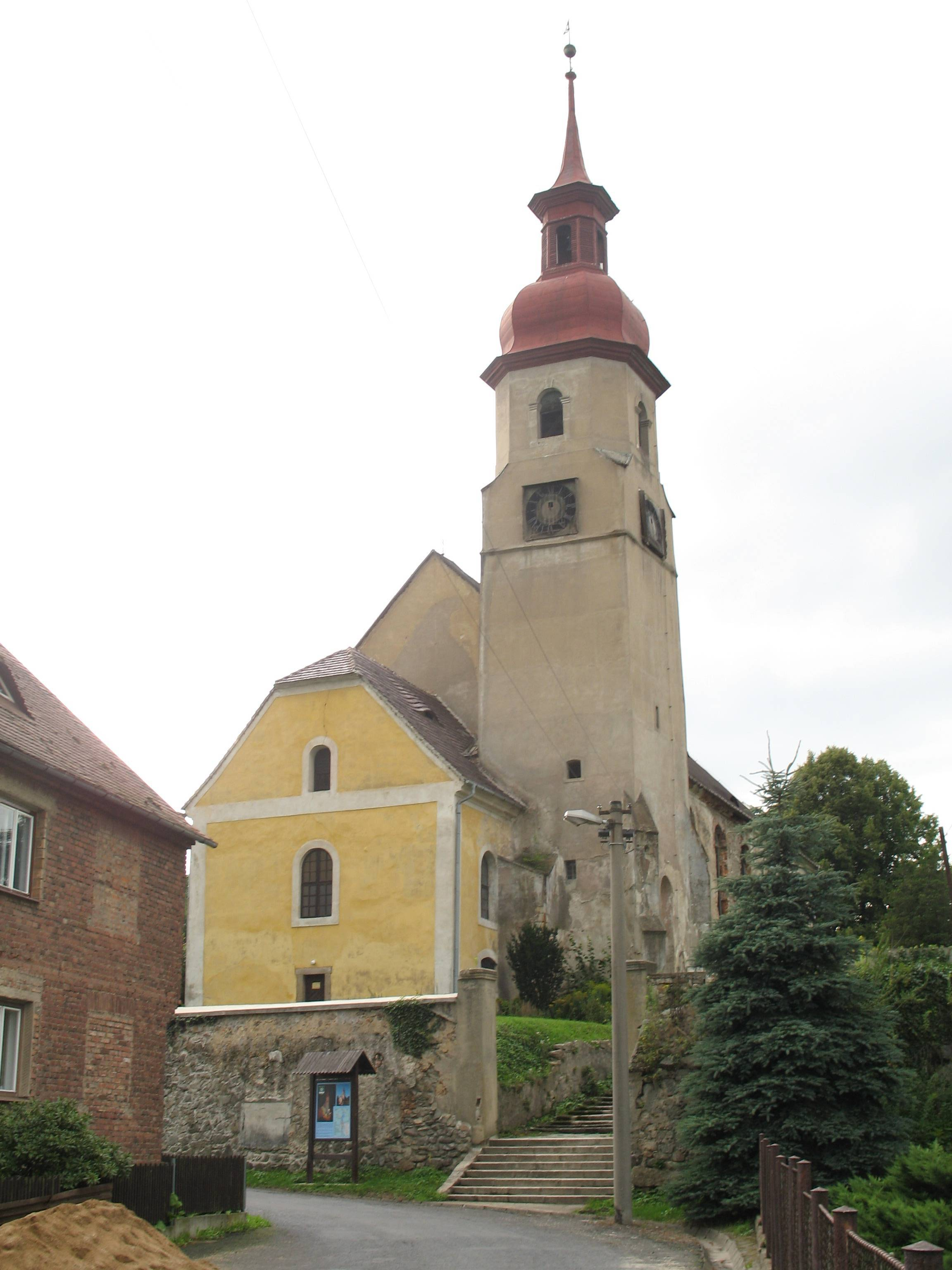
Kirche des Heiligen Geistes

- Heilig-Geist-Kirche (Kostel sv. Ducha) in Višňová. Sie entstand in der zweiten Hälfte des 13. Jahrhunderts anstelle einer Kapelle aus dem Jahre 1160. Seit 1346 ist die Kirche schriftlich nachweislich, 1546 wurde sie protestantisch. Seit 1635 lag sie als sächsische Exklave im böhmischen Gebiet. 1734 erhielt die Kirche eine neue Glocke, 1804 erfolgte der Neubau des Kirchenschiffes. Nach der Grenzfestlegung von 1848 lag die Kirche unmittelbar auf der böhmisch-sächsischen Grenze. 1859 wurde das auf sächsischem Gebiet neben der Kirche gelegene Pfarrhaus umgestaltet. 1908 erhielt die Kirche ein neues Altarbild des Dresdner Malers Paul Rößler. Nach dem Zweiten Weltkrieg wurde sie katholisch, konnte jedoch wegen ihrer Lage auf der Grenze zu Polen nicht genutzt werden. Die Gottesdienste fanden in der ausschließlich aus tschechoslowakische Territorium gelegenen alten Kapelle statt. Während dieser Zeit verfiel die Kirche und wurde ausgeplündert. Seit einer Grenzbereinigung mit Polen liegt die Kirche auf tschechischem Gebiet.
- St.-Anna-Kirche (Kostel sv. Anny), in Andělka, erstmals im Jahr 1464 erwähnt und 1781 von Johann Joseph Kuntze aus Reichenberg als verkleinerter Nachbau der von ihm zuvor in Königshain erbauten Kirche erneuert
- Der Heidenstein (Pohanské kameny) ist eine markante Gruppe von Granitfelsblöcken am Michalův vrch (Michelsberg, 297 m ü. M.) nördlich von Višňová. Archäologische Funde deuten darauf hin, dass die Felsen eine frühzeitliche Kultstätte waren. Zur Sommersonnenwende bei Sonnenuntergang und zur Wintersonnenwende bei Sonnenaufgang strahlt die Sonne einige Tage durch das Felsentor.
- zahlreiche Umgebindehäuser

## Söhne und Töchter der Gemeinde
- Ernst Gustav von Gersdorf (1780–1843), erster Präsident der I. Kammer des Sächsischen Landtags
- Bedřich Fritta (1906–1944), eigentlich Fritz Taussig, tschechisch-jüdischer Grafiker und Karikaturist.